# Love’s Theme
Love’s Theme ist ein Instrumental der Formation The Love Unlimited Orchestra aus dem Jahr 1973, das von Barry White komponiert und produziert wurde.

## Geschichte
Das Instrumentalstück, das der Musikrichtung Soul und Disco zugeordnet werden kann, wurde mit einem Streichorchester eingespielt und enthält ein markantes Wah-Wah-Gitarrenriff.
Es gibt auch eine gesungene Version dieses Musikstücks.
Die Veröffentlichung war am 28. November 1973, in den Vereinigten Staaten und Kanada wurde das Lied ein Nummer-eins-Hit. In einer Werbung von Cathay Pacific sowie den Filmen Girls Club – Vorsicht bissig! und Ich – Einfach unverbesserlich 2 wurde das Instrumental verwendet.

## Coverversionen
- 1974: Andy Williams
- 1974: Fausto Papetti
- 1974: Ferrante & Teicher
- 1975: Julio Iglesias
- 1985: Meco (Hooked on Instrumentals Part1)
- 1993: Orchestral Manoeuvres in the Dark (Dream of Me (Based on Love’s Theme))
- 2002: Smash Mouth (Pacific Coast Party)